# یک جهان: اخلاق جهانی شدن
یک جهان: اخلاق جهانی شدن (انگلیسی: One World: The Ethics of Globalisation) کتابی است در سال ۲۰۰۲ دربارهٔ جهانی شدن توسط فیلسوف پیتر سینگر نوشته شده‌است. سینگر در این کتاب، فلسفه اخلاق را در چهار موضوع به کار می‌برد: تأثیر فعالیت‌های انسانی بر جو زمین. مقررات تجارت بین‌المللی (و سازمان تجارت جهانی); مفهوم حاکمیت ملی؛ و توزیع کمک‌ها.
یک جهان اکنون نسخه به روز شده این کتاب است که در سال ۲۰۱۶ منتشر شده‌است.